# マルタ宮殿

マルタ騎士団の紋章

マルタ宮殿（マルタきゅうでん、イタリア語: Palazzo di Malta）は、イタリアのローマに存在する宮殿。

## 概説
この宮殿は、イタリア・ローマのコンドッティ通り68にある。用途は宮殿。現在はマルタ騎士団（エルサレム、ロードス及びマルタにおける聖ヨハネ主権軍事病院騎士修道会、イタリア語:Sovrano Militare Ordine Ospedaliero di San Giovanni di Gerusalemme di Rhodi e di Malta）本部として使われているこの建物内は、イタリア政府から治外法権が認められている。
マルタ宮殿の所有者であるマルタ騎士団は、元は東地中海で名を馳せた騎士修道会であった。元の名を聖ヨハネ騎士団と言い、ヨーロッパ三大騎士団のひとつにも数えられたが、最初の拠点アッコンが陥落した後はギリシア・ロドス島を拠点とし、事実上の海賊として活動した。しかし、東ローマ帝国を1453年に滅ぼしたオスマン帝国によって本拠地ロドス島を奪われた後マルタを拠点とした。マルタをも奪われた後は本拠をイタリア本土に遷し、主権を持つ自治組織として活動し、現在に至る 。
今では軍事組織・宗教組織としての色合いは薄れ、医療などの慈善活動を行っている。国家として5か国と公的な関係を保持（パレスティナ自治政府とは特命全権大使レベルの関係を相互に有する程である。）するマルタ騎士団は、独自のコインや切手を発行しており、マルタ宮殿内では高度な自治を行う。
この宮殿は、イタリアのローマの街中に佇み、他の建物とはそう違わない外観を持つ作りである。しかし、イタリア建築の様式がよく保たれていると言われ、正面のファサードにはマルタ騎士団の国旗が翻る。中庭にはマルタ騎士団の紋章が床に意匠されている。現在、「パラッツォ＝マルタ」とも呼ばれる。建物は切石の石材で造られている。
この宮殿は、叔父がマルタ騎士団の代表であったマルタ島生まれのアントニオ・ボシオ公によって、16世紀頃にローマでの拠点、支部大使館として購入され、それ以後はマルタ騎士団の一大拠点となる。ボシオ公が1629年に亡くなった後は、1720年代頃までカルロ・アルドブランデーニ、アントニオ・マノエル・デ・ヴィルヘナらマルタ大使達によってこの宮殿を現在の規模に拡張し、宮殿の修復と追加の装飾を重ねた。
その度重なる増築の時点ではこの宮殿はマルタに本部がある騎士団のローマ大使館と言う位置づけであったが、1834年にマルタ島を追われ、イタリア本土に本拠地を移転すると、マルタ騎士団の本拠はそこに置かれるようになる。また、騎士団の本拠がこの宮殿へ移されたのち約60年後の1889年、宮殿は広範囲に改装され、中庭に大噴水が加えられるなどの改修が行われた。1894年までの間に行われたこの修築で中庭の一部などは変化したが、基本的な外観など、元の特徴のほとんどは保持された。
2008年3月11日～2017年1月28日まで、マルタ騎士団長であるフラ・マシュー・フェスティングがこの宮殿内に居住していた。また、マルタ騎士団政府および行政の職務の大半は、現在も宮殿内で行われている。

## ギャラリー

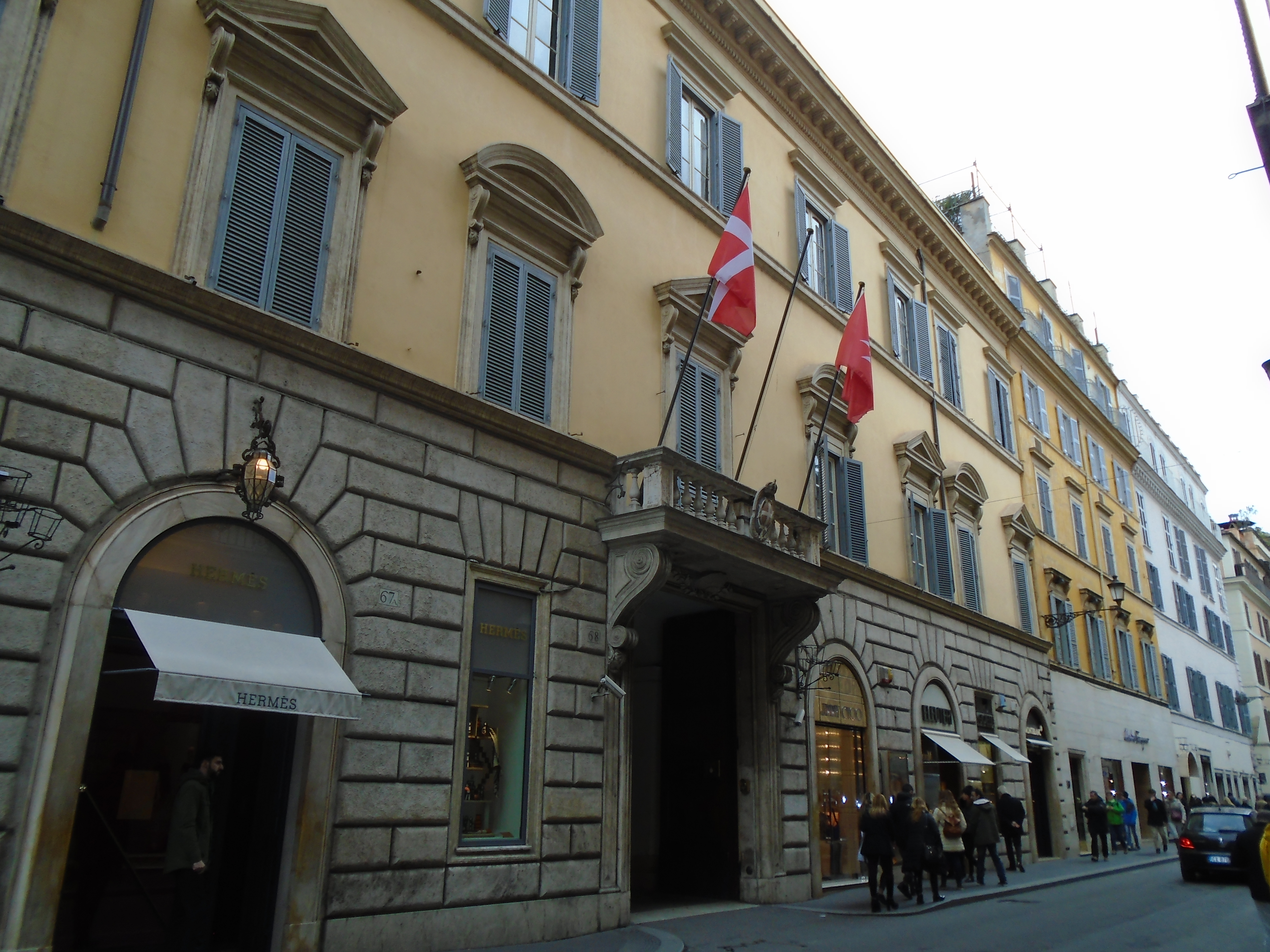
外観
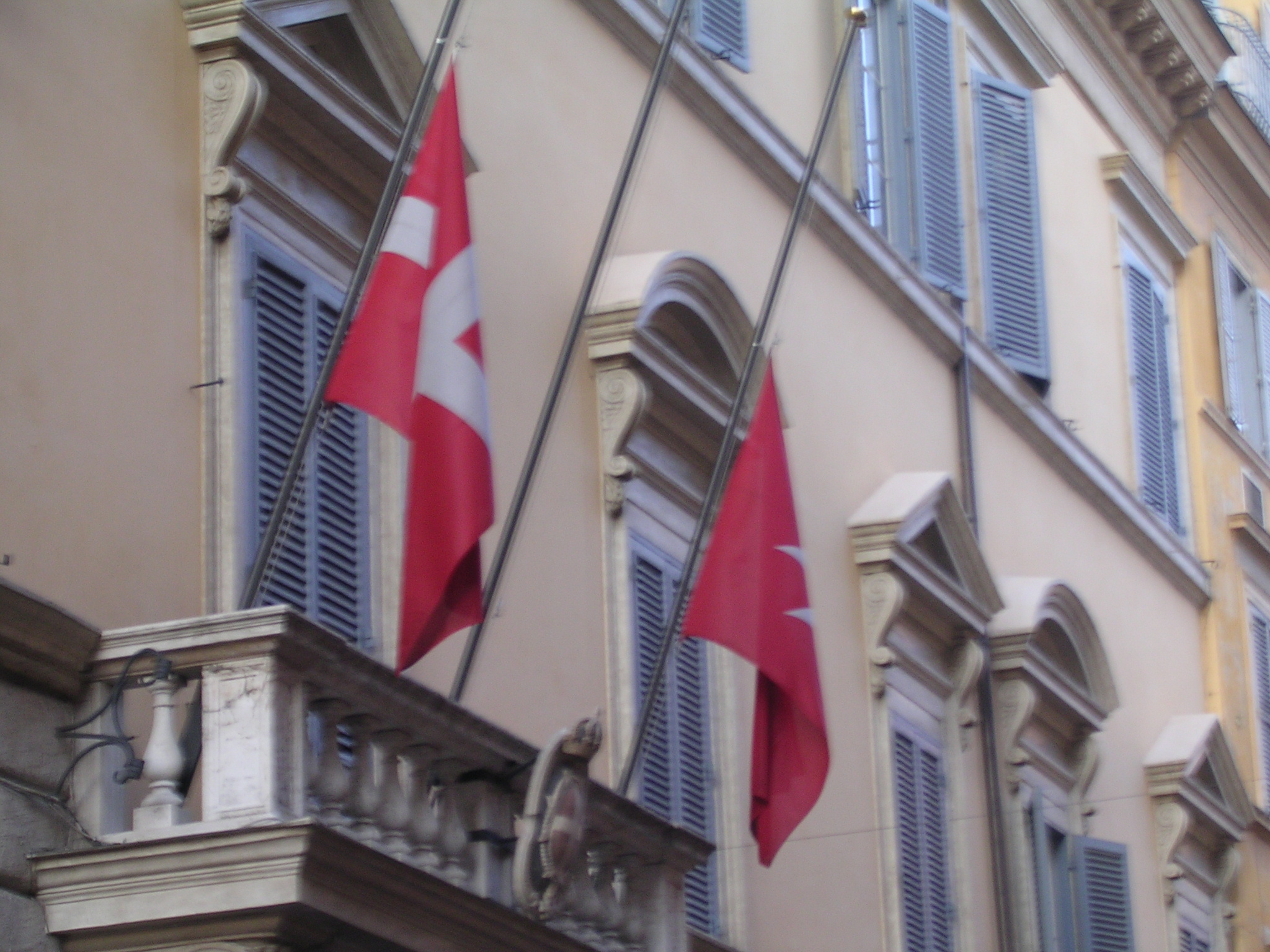
ファザードに掲げられるマルタ騎士団の国旗
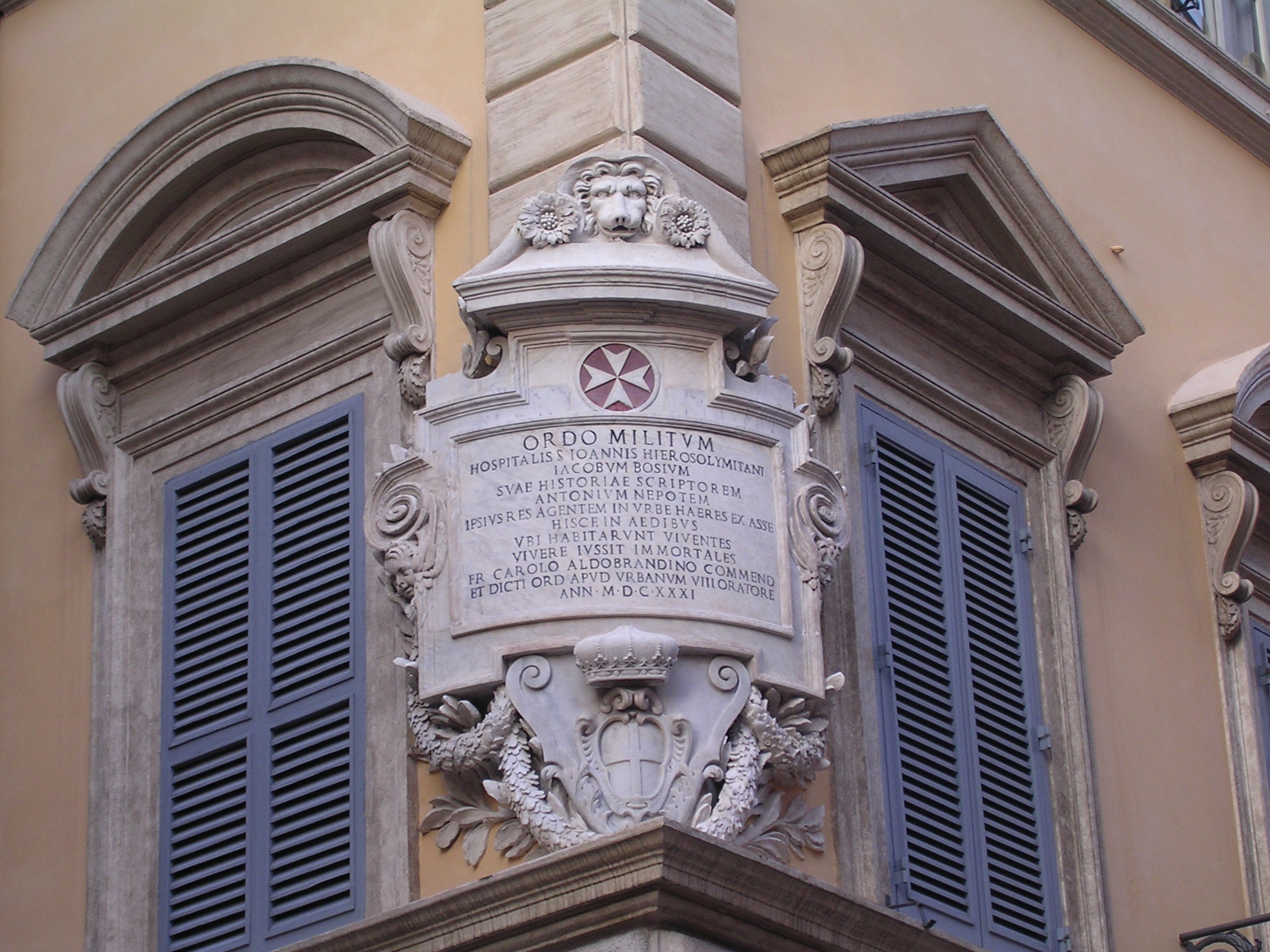
角の柱の紋章
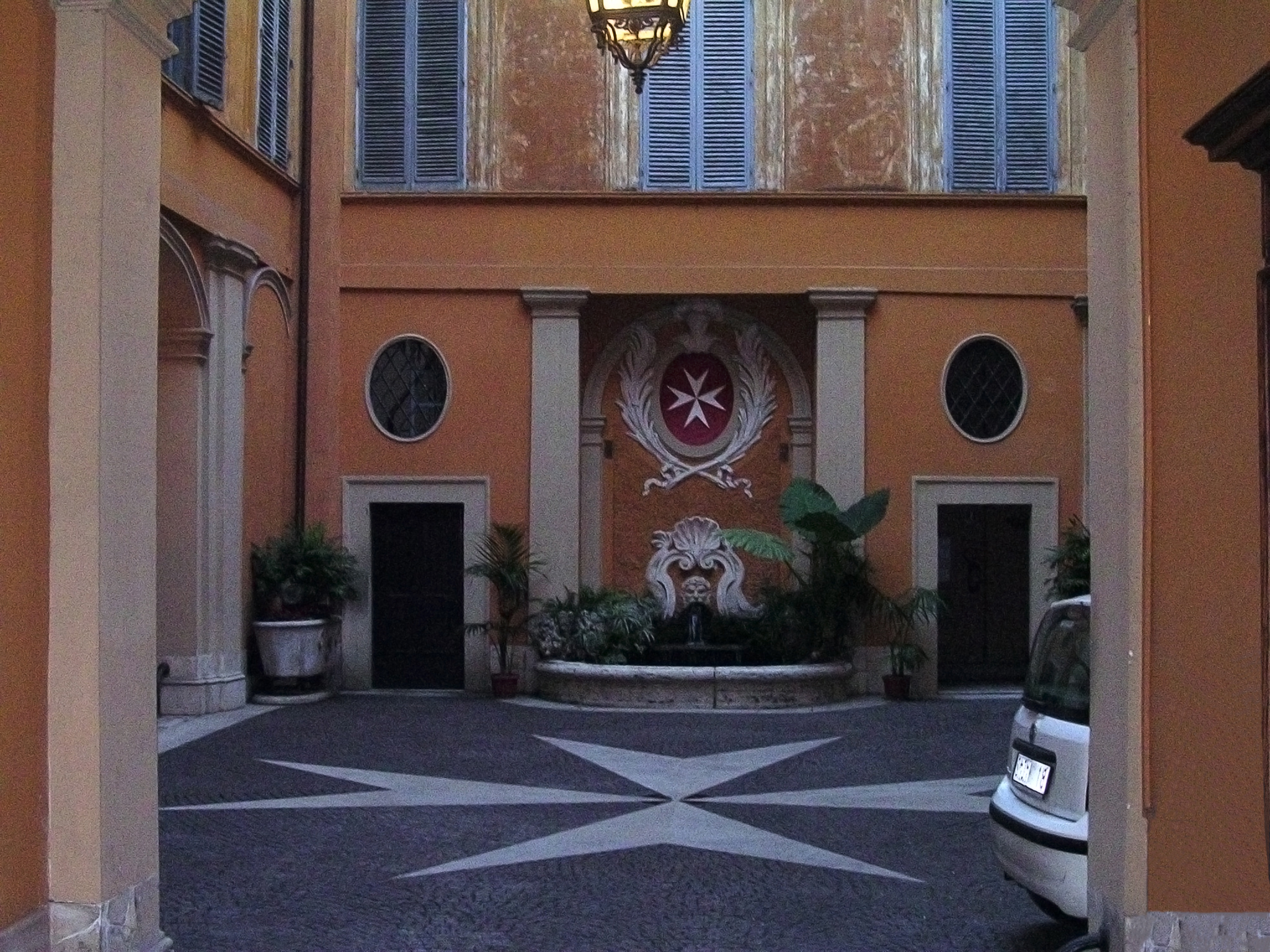
マルタ宮殿中庭
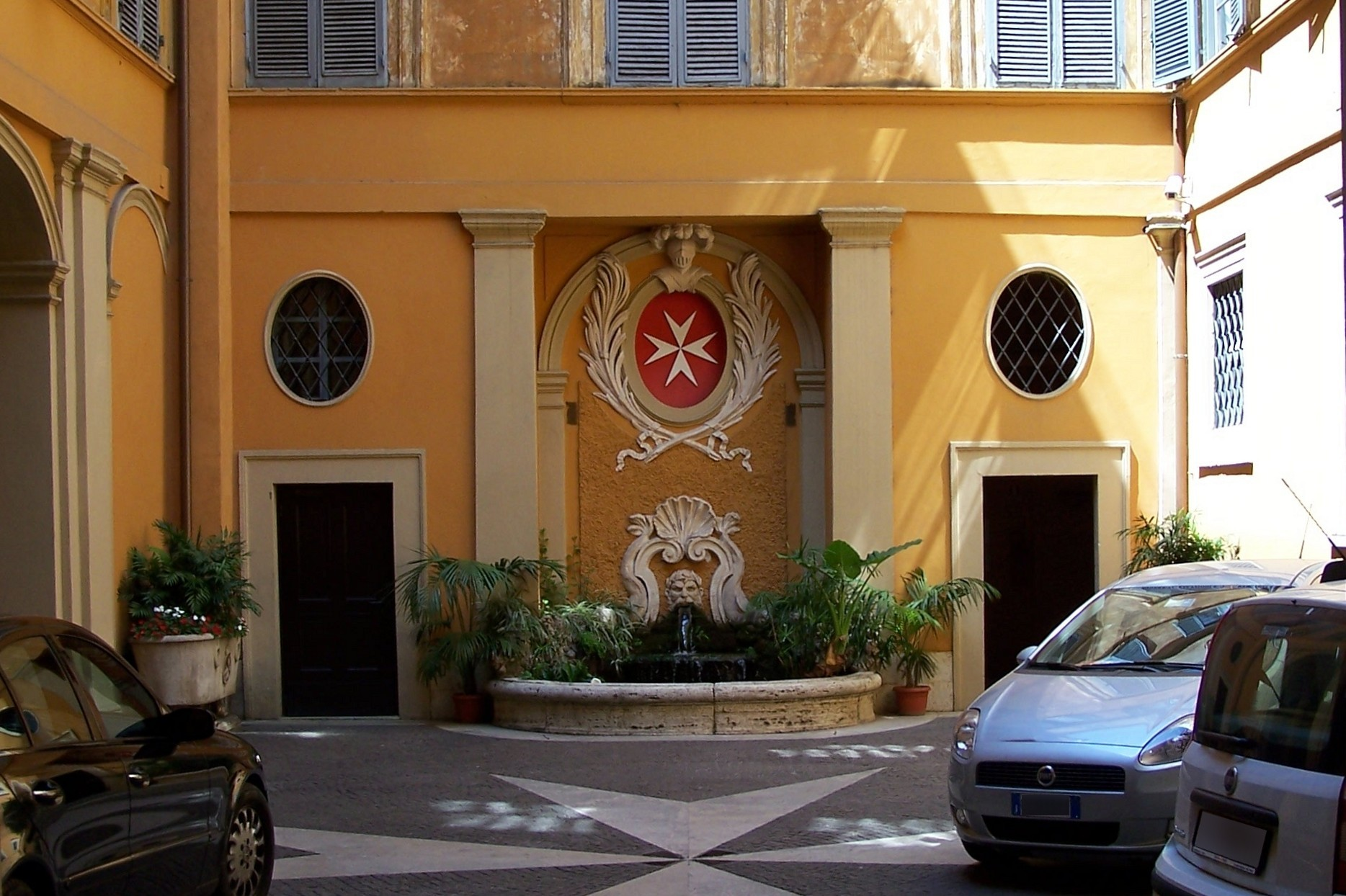
中庭の紋章